# Verenigde Staten op de Olympische Zomerspelen 1956
De Verenigde Staten namen deel aan de Olympische Zomerspelen 1956 in Melbourne, Australië. Voor de vierde keer in de historie van de Zomerspelen moesten de Amerikanen genoegen nemen met de tweede plaats in het medailleklassement.

## Medailles

### 1Goud
- Bobby Morrow — Atletiek, mannen, 100 meter
- Bobby Morrow — Atletiek, mannen 200 meter
- Charlie Jenkins — Atletiek, mannen, 400 meter
- Tom Courtney — Atletiek, mannen 800 meter
- Lee Calhoun — Atletiek, mannen 110m horden
- Glenn Davis — Atletiek, mannen 400m horden
- Thane Baker, Leamon King, Bobby Morrow en Ira Murchison — Atletiek, mannen 4x100m estafette
- Tom Courtney, Charlie Jenkins, Lou Jones en Jesse Mashburn — Atletiek, mannen 4x400m estafette
- Charles Dumas — Atletiek, mannen hoogspringen
- Bob Richards — Atletiek, mannen polsstokhoogspringen
- Greg Bell — Atletiek, mannen verspringen
- Parry O'Brien — Atletiek, mannen kogelstoten
- Harold Connolly — Atletiek, mannen kogelslingeren
- Milt Campbell — Atletiek, mannen tienkamp
- Mildred McDaniel — Atletiek, vrouwen hoogspringen
- Al Oerter — Atletiek, mannen discuswerpen
- Dick Boushka, Carl Cain, Chuck Darling, Billy Evans, Gilbert Ford, Burdette Haldorson, Bill Hougland, Robert Jeangerard, K. C. Jones, Bill Russell, Ronald Tomsic en Jim Walsh — Basketbal, mannentoernooi
- Jim Boyd — Boksen, mannen halfzwaargewicht
- Pete Rademacher — Boksen, mannen zwaargewicht
- Bob Clotworthy — Schoonspringen, mannen plank
- Patricia McCormick — Schoonspringen, vrouwen plank
- Patricia McCormick — Schoonspringen, vrouwen platform
- James Fifer en Duvall Hecht — Roeien, mannen twee-zonder-stuurman
- Arthur Ayrault, Conn Findlay en Armin Kurt Seiffert — Roeien, mannen twee-met-stuurman
- William Becklean, Donald Beer, Thomas Charlton, John Cooke, Caldwell Esselstyn, Charles Grimes, Robert Morey, Richard Wailes en David Wight — Roeien, mannen acht-met-stuurman
- Bill Yorzyk — Zwemmen, mannen 200m vlinderslag
- Shelley Mann — Zwemmen, vrouwen 100m vlinderslag
- Charles Vinci — Gewichtheffen, mannen bantamgewicht
- Isaac Berger — Gewichtheffen, mannen vedergewicht
- Tommy Kono — Gewichtheffen, mannen halfzwaargewicht
- Paul Edward Anderson — Gewichtheffen, mannen zwaargewicht
- Lawrence Low en Bert Williams — Zeilen, mannen star

### 2Zilver
- Thane Baker — Atletiek, mannen, 100 meter
- Andy Stanfield — Atletiek, mannen 200 meter
- Jack Davis — Atletiek, mannen 110m horden
- Eddie Southern — Atletiek, mannen 400m horden
- Bob Gutowski — Atletiek, mannen polsstokhoogspringen
- John Bennett — Atletiek, mannen verspringen
- Bill Nieder — Atletiek, mannen kogelstoten
- Fortune Gordien — Atletiek, mannen discuswerpen
- Rafer Johnson — Atletiek, mannen tienkamp
- Willye White — Atletiek, vrouwen verspringen
- José Torres — Boksen, mannen halfmiddengewicht
- Don Harper — Schoonspringen, mannen plank
- Gary Tobian — Schoonspringen, mannen platform
- Jeanne Stunyo — Schoonspringen, vrouwen plank
- Juno Irwin — Schoonspringen, vrouwen platform
- Bill André, Jack Daniels en George Lambert — Moderne vijfkamp, mannentoernooi
- Pat Costello en Jim Gardiner — Roeien, mannen dubbel-twee
- James McIntosh, Arthur McKinlay, John McKinlay en John Welchli — Roeien, mannen vier-zonder-stuurman
- George Breen, Richard Hanley, Ford Konno en Bill Woolsey — Zwemmen, mannen 4x200m vrije stijl estafette
- Carin Cone — Zwemmen, vrouwen 100m rugslag
- Nancy Ramey — Zwemmen, vrouwen 100m vlinderslag
- Shelley Mann, Joan Rosazza, Sylvia Ruuska en Nancy Simons — Zwemmen, vrouwen 4x100m vrije stijl estafette
- Peter George — Gewichtheffen, mannen middengewicht
- David Sheppard — Gewichtheffen, mannen halfzwaargewicht
- Daniel Hodge — worstelen, mannen vrije stijl middengewicht

### 3Brons
- Thane Baker — Atletiek, mannen 200 meter
- Joel Shankle — Atletiek, mannen 110m horden
- Josh Culbreath — Atletiek, mannen 400m horden
- Des Koch — Atletiek, mannen discuswerpen
- Isabelle Daniels, Mae Faggs, Margaret Matthews en Wilma Rudolph — Atletiek, mannen 4x100m estafette
- Dick Connor — Schoonspringen, mannen platform
- Paula Myers-Pope — Schoonspringen, vrouwen platform
- John Kelly — Roeien, mannen skiff
- Offutt Pinion — Schieten, mannen vrij pistool
- George Breen — Zwemmen, mannen 400m vrije stijl
- George Breen — Zwemmen, mannen 1500m vrije stijl
- Frank McKinney — Zwemmen, mannen 100m rugslag
- Sylvia Ruuska — Zwemmen, vrouwen 400m vrije stijl
- Mary Sears — Zwemmen, vrouwen 100m vlinderslag
- James George — Gewichtheffen, mannen halfzwaargewicht
- Peter Blair — worstelen, mannen vrije stijl halfzwaargewicht
- John Marvin — Zeilen, mannen finn

## Resultaten en deelnemers per onderdeel

### Atletiek
Mannen marathon
- Nick Costes — 2:42:20 (→ 20e plaats)
- Johnny Kelley — 2:43:40 (→ 21e plaats)
- Dean Thackwray — niet gefinisht (→ niet geklasseerd)

### Moderne vijfkamp
Individueel
- George Lambert
- Bill Andre
- Jack Daniels

Team
- George Lambert
- Bill Andre
- Jack Daniels

### Roeien
Heren scullen single
- John B. Kelly

Heren scullen dubbel
- Pat Costello
- Jim Gardiner

Heren twee zonder stuurman
- James Fifer
- Duvall Hecht

Heren twee met stuurman
- Dan Ayrault
- Conn Findlay
- Kurt Seiffert (stuurman)

Heren vier zonder stuurman
- John Welchli
- John McKinlay
- Art McKinlay
- James McIntosh

Heren vier met stuurman
- James Wynne
- Douglas Turner
- James McMullen
- Ronald Cardwell
- Edward Masterson (stuurman)

Heren acht
- Thomas Charlton
- David Wight
- John Cooke
- Donald Beer
- Caldwell Esselstyn
- Charles Grimes
- Richard Wailes
- Robert Morey
- William Becklean (stuurman)

### Schermen
Heren floret
- Albie Axelrod
- Hal Goldsmith
- Byron Krieger

Heren team floret
- Albie Axelrod, Daniel Bukantz, Hal Goldsmith, Byron Krieger, Nate Lubell, Sewall Shurtz

Heren degen
- Richard Pew
- Sewall Shurtz
- Kinmont Hoitsma

Heren team degen
- Sewall Shurtz, Richard Pew, Ralph Goldstein, Abram Cohen, Kinmont Hoitsma

Heren sabel
- Allan Kwartler
- George Worth
- Tibor Nyilas

Heren team sabel
- Tibor Nyilas, George Worth, Abram Cohen, Rex Dyer, Allan Kwartler, Norman Cohn-Armitage

Dames floret
- Janice-Lee York Romary
- Maxine Mitchell
- Judy Goodrich

### Schoonspringen
Mannen 10m platform
- Gary Tobian
  - Voorronde — 76.77
  - Finale — 152.41 (→  Zilver)
- Richard Conner
  - Voorronde — 80.24
  - Finale — 149.79 (→  Brons)
- William Farrell
  - Voorronde — 75.07
  - Finale — 139.12 (→ 6e plaats)

Vrouwen 10m platform
- Pat McCormick
  - Voorronde — 51.28
  - Finale — 84.85 (→  Goud)
- Juno Stover-Irwin
  - Voorronde — 50.81
  - Finale — 81.64 (→  Zilver)
- Paula Myers-Pope
  - Voorronde — 52.96
  - Finale — 81.58 (→  Brons)

### Voetbal
- Voorronde
  - Verloor van Joegoslavië (1-9) → ging niet verder
- Spelers
  - John Carden
  - Ronald Coder
  - Bill Conterio
  - Rolf Decker
  - James Dorrian
  - Svend Engedal
  - Harry Keough
  - Bill Looby
  - Alfonso Marina
  - Ruben Mendoza
  - Lloyd Monsen
  - Ed Murphy
  - Richard Packer
  - Zenon Snylyk
  - Herman Wecke
  - Siegbert Wirth
  - Al Zerhusen

Hoofdcoach: Jimmy Mills

### Wielersport
Mannen 1.000m scratch sprint
- Jack Disney — 5e plaats

Mannen 1.000m tijdrit
- Allen Bell — 1:12.8 (→ 10e plaats)

Mannen 2.000m tandem
- Donald Ferguson
James Rossi — 8e plaats

Mannen 4.000m ploegenachtervolging
- Allen Bell
Art Longsjo
David Rhoads
Richard Cortright — 15e plaats

Mannen individuele wegwedstrijd
- Joseph Becker — 5:38:16 (→ 43e plaats)
- David Rhoads — niet gefinisht (→ niet geklasseerd)
- Erhard Neumann — niet gefinisht (→ niet geklasseerd)
- George Van meter — niet gefinisht (→ niet geklasseerd)

Afghanistan · Argentinië · Australië · Bahama's · België · Bermuda · Birma · Brazilië · Brits-Guiana · Bulgarije · Cambodja* · Canada · Ceylon · Chili · Colombia · Cuba · Denemarken · Duits eenheidsteam · Egypte* · Ethiopië · Fiji · Filipijnen · Finland · Frankrijk · Griekenland · Groot-Brittannië · Hongarije · Hongkong · Ierland · IJsland · India · Indonesië · Iran · Israël · Italië · Jamaica · Japan · Joegoslavië · Kenia · Liberia · Luxemburg · Malakka · Mexico · Nederland* · Nieuw-Zeeland · Nigeria · Noord-Borneo · Noorwegen · Oeganda · Oostenrijk · Pakistan · Peru · Polen · Portugal · Puerto Rico · Roemenië · Singapore · Sovjet-Unie · Spanje* · Taiwan · Thailand · Trinidad en Tobago · Tsjecho-Slowakije · Turkije · Uruguay · Venezuela · Verenigde Staten · Vietnam · Zuid-Afrika · Zuid-Korea · Zweden · Zwitserland*

*alleen deelgenomen in Stockholm